# Ga-eul-yeohaeng
Ga-eul-yeohaeng (hangul: 가을여행) é um filme sul-coreano dirigido por Kwak Jae-yong e lançado em 1991.